# توبوليف تي يو 126
توبوليف تي يو 126 كانت طائرة نظام الإنذار المبكر والتحكم سوفيتية، طورت من طائرة توبوليف تو-114. استعملتها القوات الجوية السوفيتية بين عامي 1965 و1984.

## المشغلون
- الاتحاد السوفيتي: القوات الجوية السوفيتية
- مصر: القوات الجوية المصرية
- الهند: القوات الجوية الهندية